# Флавий Руфий Петроний Никомах Цетег
Флавий Руфий Петроний Никомах Цетег (лат. Flavius Rufius Petronius Nicomachus Cethegus) — политик остготской Италии и Восточной Римской империи, назначенный консулом без коллеги в 504 году. Его отцом был Петроний Пробин, консул 489 года и видный сторонник антипапы Лаврентия.
Джон Мурхед предложил идентифицировать Цетега с римлянином Петронием, который вместе с Ренатом Равеннским спорил с Севиром Антиохийским о природе Христа в то время, когда Севир жил в Константинополе (508—511). Если это правда, то данная идентификация поставит Цетега в круг аристократических интеллектуалов вокруг Боэция.
В декабре 546 года, когда король остготов Тотила преодолел византийскую оборону и вошёл в Рим, Цетег, который по старшинству стал первоприсутствующим в сенате, Деций (который был консулом в 529 году) и Аниций Фауст Альбин Василий (который был консулом в 541 году) бежали из города вместе с полководцем Бессом. Согласно Liber Pontificalis, Цетег и Василий прибыли в Константинополь, где император Юстиниан утешил их «и обогатил как приличествовало римским консулам».
Когда Цетег находился в Константинополе, Юстиниан дважды пользовался его услугами, чтобы вести переговоры с папой Вигилием об отказе последнего осудить Три главы: первый раз в конце 551 года, когда Вигилий бежал из дворца Плацидии и искал убежище в церкви апостола Петра при дворце Гормизда; второй раз весной 552 года, когда Вигилий снова покинул дворец Плацидии незадолго до Рождества, и на этот раз нашёл прибежище в церкви Святой Евфимии в Халкидоне.
Он был ещё жив в 558 году.